# Giovanni Toti
Giovanni Toti (Viareggio, 7 settembre 1968) è un politico e giornalista italiano, presidente della Regione Liguria dall'11 giugno 2015 al 26 luglio 2024.
Ex consigliere politico ed ex europarlamentare di Forza Italia, dal 19 giugno al 1º agosto 2019 ne è stato anche coordinatore nazionale. Nel 2019 si è distaccato da Forza Italia e ha fondato Cambiamo!, nel 2022 confluito in Italia al Centro, a sua volta nel 2023 confluito in Noi Moderati.

## Biografia
Nato a Viareggio (Lucca), è cresciuto a Marina di Massa (Massa-Carrara), dove i genitori, albergatori e originari della Lunigiana, gestivano al tempo l'hotel Excelsior. Dal 2001 risiede a Bocca di Magra, località del comune di Ameglia (Spezia), dove sono residenti anche i genitori e la famiglia.

### Carriera giornalistica
Nel 1996 Toti firma il suo primo contratto come stagista per Mediaset e l'anno seguente esordisce a Studio Aperto. Nel 2001 è inviato in Kosovo e l'anno seguente intervista in esclusiva Adriano Sofri; giornalista professionista iscritto all'Ordine dei giornalisti di Milano dall'ottobre 2006, in quello stesso anno entra a Videonews; nel 2007 diventa vicecapo ufficio stampa di Mediaset.
Nel 2009 diviene co-direttore di Studio Aperto, curando gli approfondimenti dei programmi di Italia 1 Lucignolo e Live. Il 22 febbraio 2010 diventa direttore di Studio Aperto al posto di Mario Giordano, diventato direttore della testata News Mediaset. Il 28 marzo 2012 diventa direttore anche del TG4, succedendo a Emilio Fede, sollevato da un incarico durato quasi un ventennio, e mantenendo al contempo la direzione di Studio Aperto; al TG4, appena insediatosi, cancella due elementi distintivi della direzione di Fede, ovvero la rubrica Sipario e la presenza delle "meteorine" (le ragazze scelte personalmente da Fede che conducevano le previsioni meteorologiche). Rimane direttore dei due telegiornali fino al 2014, anno in cui entra in politica a tempo pieno e gli subentrano Mario Giordano al TG4 ed Anna Broggiato a Studio Aperto.

### Carriera politica
All'età di 17 anni Toti ha aderito alla Federazione Giovanile Socialista Italiana, l'organizzazione giovanile del Partito Socialista Italiano, fino alla maggiore età.

#### Consigliere di Forza Italia ed europarlamentare
Per anni ideologicamente molto vicino a Silvio Berlusconi, fa il suo ingresso nella politica attiva il 24 gennaio 2014, giorno in cui proprio Berlusconi lo nomina consigliere politico di Forza Italia in vista delle elezioni europee di quell'anno; lo stesso giorno si dimette da ogni incarico lavorativo con Mediaset. Toti si definisce un "moderatissimo", fa parte del comitato di presidenza, è uno dei 14 membri del coordinamento di Forza Italia e insieme con Mariarosaria Rossi, Francesca Pascale (all'epoca compagna dello stesso Berlusconi) e Deborah Bergamini forma il cosiddetto "cerchio magico" di Berlusconi in Forza Italia.
Il 16 aprile 2014 viene ufficialmente candidato alle elezioni europee come capolista di Forza Italia nella Circoscrizione Italia nord-occidentale comprendente Liguria, Lombardia, Piemonte e Valle d'Aosta.
Grazie alle 148.291 preferenze diventa europarlamentare, risultando il primo degli eletti di Forza Italia nel Nord-Ovest.

#### Presidenza della Regione Liguria

##### Primo mandato
Il 1º aprile 2015 Toti viene candidato alla presidenza della Regione Liguria per la coalizione di centro-destra, ruolo che può ricoprire in quanto residente nella provincia della Spezia; oltre che da Forza Italia, viene appoggiato dalla Lega Nord (che inizialmente aveva proposto la candidatura del proprio vice-segretario, il genovese Edoardo Rixi, poi ritirata), da Area Popolare, da Fratelli d'Italia, dal Nuovo PSI, dai Riformisti Italiani e dal Partito Liberale Italiano.
Il 31 maggio vince le elezioni regionali con il 34,44% dei consensi, pari a 226 710 voti, contro il 27,84% di Raffaella Paita del Partito Democratico, candidata della coalizione di centro-sinistra. La sua coalizione ottiene 16 sui 31 seggi in palio. La proclamazione ufficiale come presidente avviene l'11 giugno, data in cui si dimette da europarlamentare per incompatibilità con il suo nuovo ruolo di presidente regionale.
Il 30 luglio diventa vicepresidente della Conferenza delle regioni e delle province autonome, presieduta da Stefano Bonaccini, presidente dell'Emilia-Romagna.
Nel 2015 la regione ligure è una delle 10 regioni promotrici del referendum sulle trivelle. Il referendum finirà con una sconfitta per i promotori, nonostante l'ampia vittoria dei sì, a causa del mancato raggiungimento del quorum.
Nel 2015 la giunta Toti presenta e approva il nuovo Piano Casa regionale permanente in consiglio regionale, sollevando polemiche da parte delle opposizioni e di associazioni ambientaliste in quanto concepito all'insegna di un’ampia semplificazione normativa in materia edile che autorizza interventi edilizi radicali come l'ampliamento degli edifici esistenti in tutti e dieci i parchi liguri. Toti ha difeso la norma sostenendo il mantenimento di tutti gli strumenti di controllo ambientale, la difesa del suolo e del paesaggio. Detti strumenti di difesa del territorio sono però spostati dai singoli comuni ai vertici degli Enti. Altri punti critici del Piano sono l'abolizione dell’obbligo del 20% di edilizia popolare, l'abolizione dei vincoli esistenti alla demolizione di edifici da riqualificare e ricostruire (applicabile anche agli edifici condonati), l’ampliamento degli edifici esistenti è aumentato da 170 metri cubi a 200 metri cubi in proporzione all’edificio esistente. Il piano stabilisce inoltre concede un bonus volumetrico (dal 35% al 50%) a coloro che decidono di demolire la propria casa in zone a rischio di esondazioni o frane, e di ricostruirla in zone sicure. Il Piano Casa è però stato impugnato dal governo centrale con la motivazione di violare la competenza legislativa esclusiva statale in materia di tutela dell’ambiente e di tutela del paesaggio. A seguito di alcune correzione avvenute in consiglio regionale, nel 2016, il governo ha ritirato l'impugnativa.

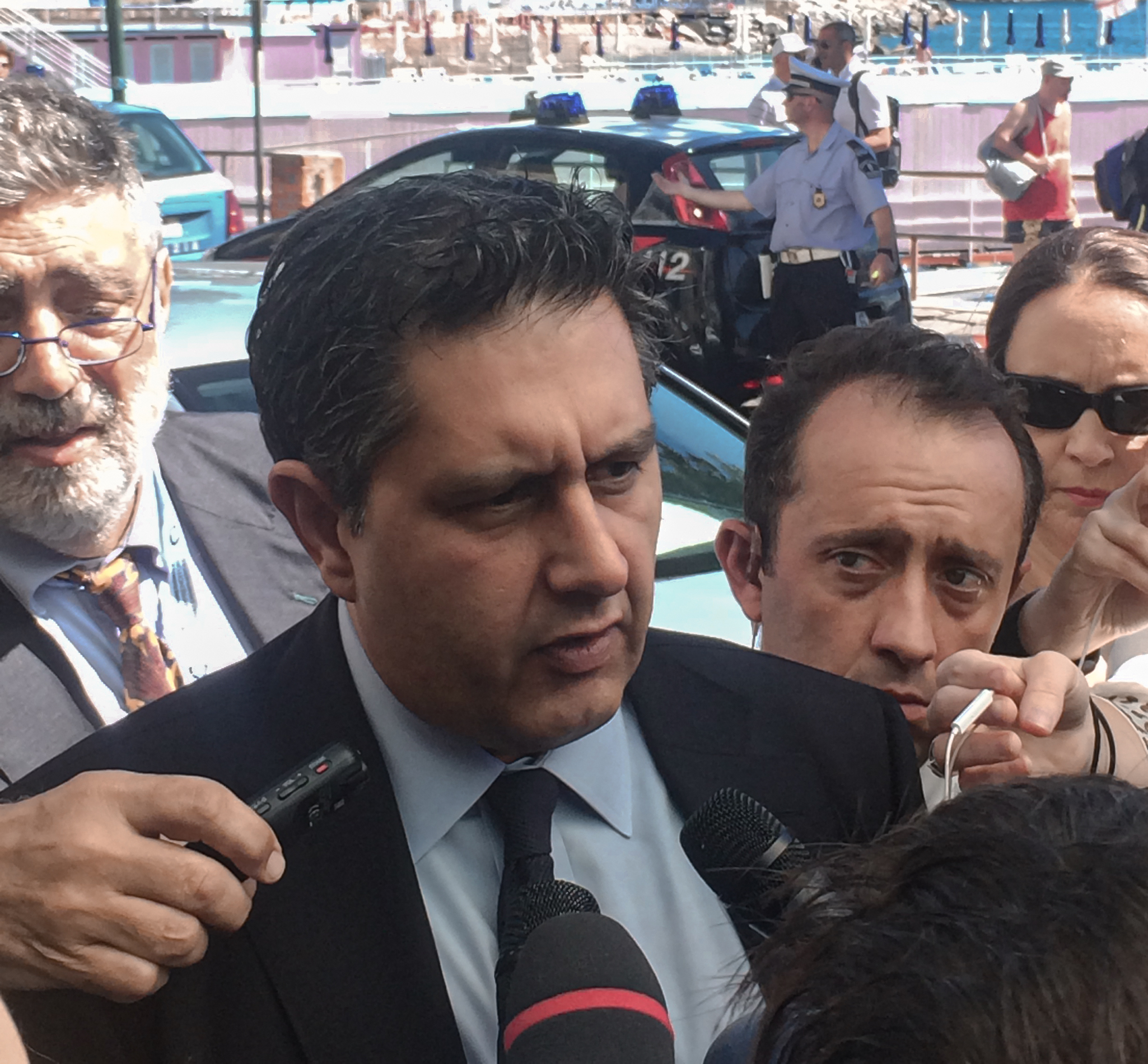
Toti al convegno dei Giovani Imprenditori di Confindustria a Santa Margherita Ligure nel 2016

Sotto la sua amministrazione, similmente a quanto varato in Lombardia dalla giunta presieduta da Roberto Maroni, la Regione Liguria ha istituito un fondo per coprire le spese legali dei cittadini che hanno subito aggressioni e, nel tentativo di difendersi, sono incorsi nel reato di eccesso di legittima difesa o sono stati incriminati per omicidio volontario. La legge è stata in seguito impugnata dal governo di Roma sollevando diverse polemiche.

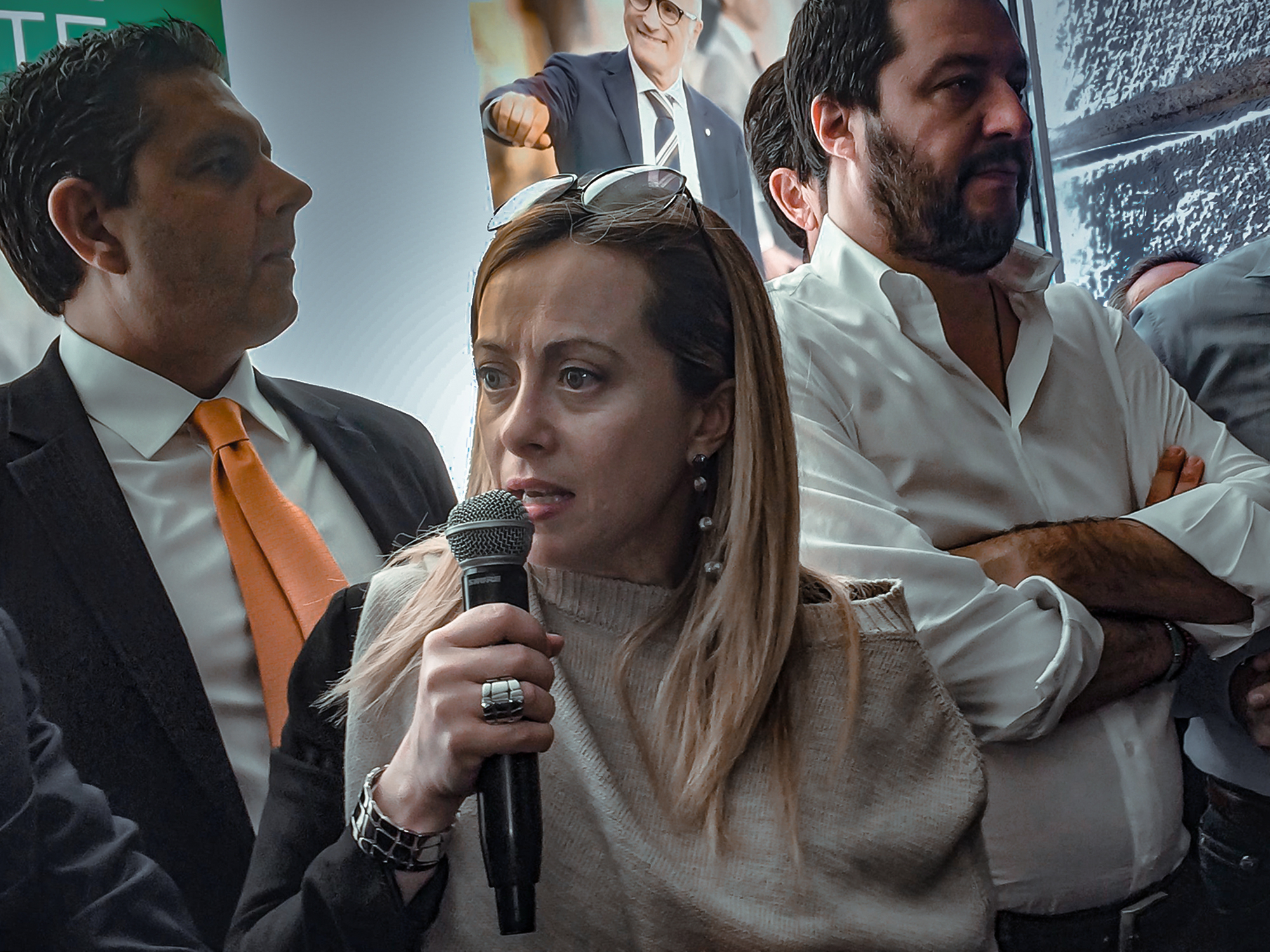
Toti insieme a Giorgia Meloni e Matteo Salvini durante la campagna per le elezioni amministrative del 2017 in Liguria

Nel maggio 2017 la sua giunta vara un nuovo regolamento riguardante le case popolari della regione, che suscita diverse polemiche in quanto stabilisce che i cittadini stranieri richiedenti un alloggio popolare devono dimostrare di essere residenti in Italia da 10 anni e in Liguria da 5.

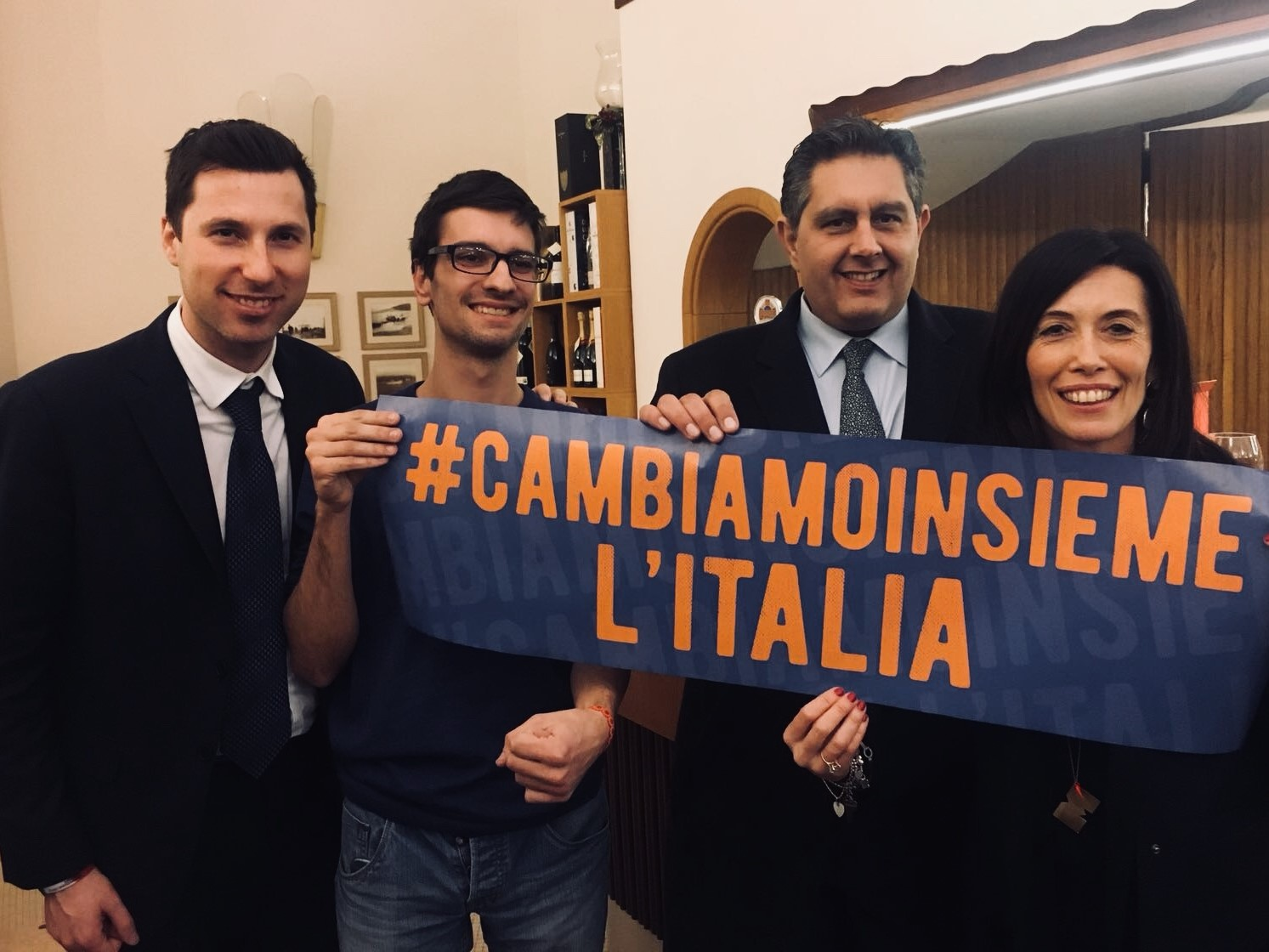
Toti con il suo assessore Giacomo Giampedrone, un militante e Manuela Gagliardi durante la campagna elettorale per le politiche del 2018

Durante la sua amministrazione, tra il 2016 ed il 2018, il centrodestra (la coalizione formata da FI, LN, FdI, AP e DI) ottiene delle grandi vittorie in Liguria, superando il centrosinistra, fino a quel momento molto forte nel territorio ligure, nelle elezioni amministrative tenute in tale periodo in tutti e quattro i capoluoghi di provincia della regione: Imperia (che nel 2013 era passata al centrosinistra dopo 14 anni di amministrazione del centrodestra), Savona (che fin dal 1945 aveva avuto un'unica giunta non di centrosinistra, tra 1994 ed il 1998, e ritornerà al centrosinistra nel 2021) e soprattutto La Spezia e Genova, storiche roccaforti "rosse" in cui il centrodestra non aveva mai vinto in tutto il dopoguerra. A La Spezia, Forza Italia e Fratelli d'Italia si presentano in una lista unitaria che prende il nome del presidente ("Lista Toti") che ottiene il 13,10%, determinante per l'elezione a sindaco di Pierluigi Peracchini.

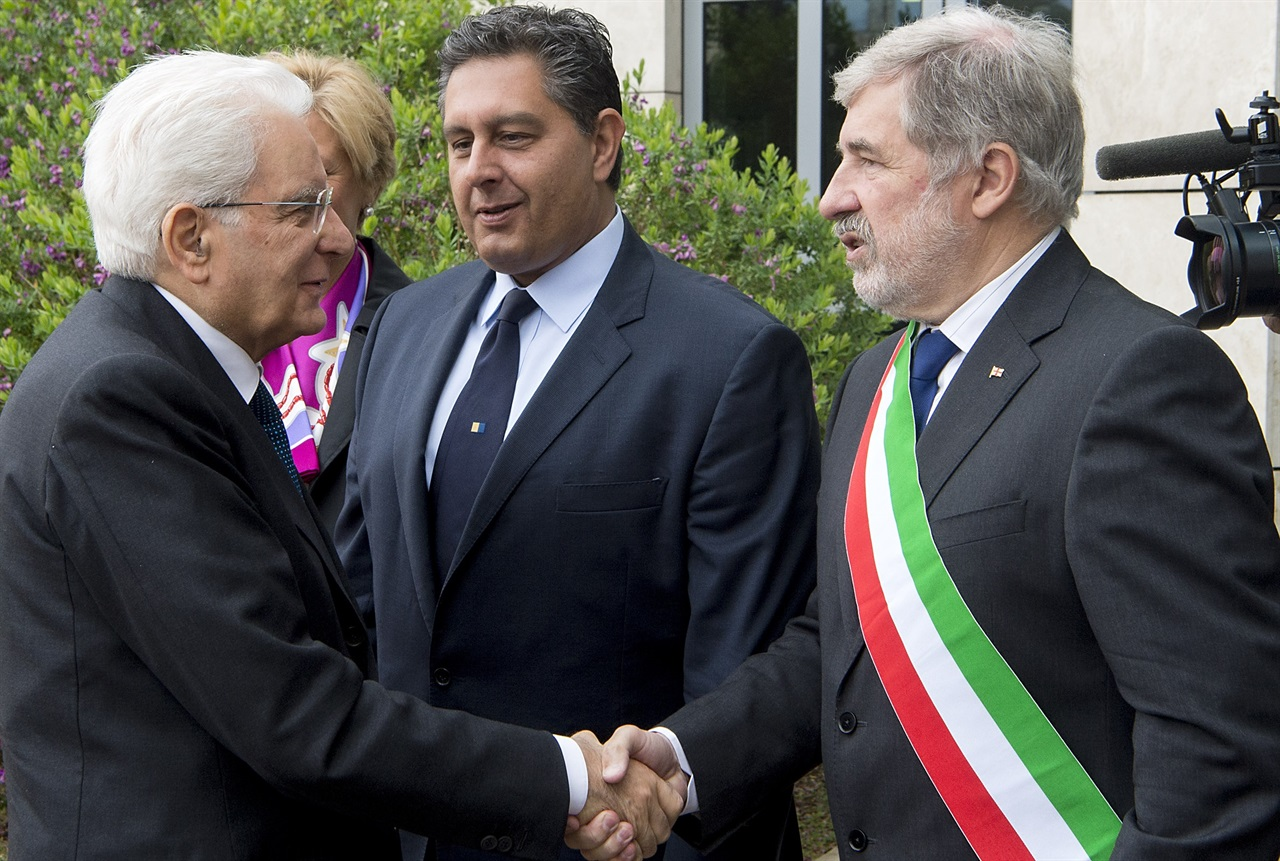
Il presidente della Repubblica Sergio Mattarella con Giovanni Toti e il sindaco di Genova Marco Bucci nel 2018

Nell'agosto del 2018, da presidente regionale ligure, si ritrova ad affrontare la crisi conseguente al disastroso crollo del viadotto Polcevera di Genova, nel quale hanno perso la vita 43 persone; a seguito di tale evento ottiene dal governo nazionale la dichiarazione di stato d'emergenza per la città. Il 20 agosto 2018 è stato nominato commissario delegato all'emergenza per il crollo del ponte Morandi.

##### Secondo mandato
In occasione delle elezioni regionali in Liguria del 2020, si ricandida alla carica di Presidente e vince, ottenendo il 56,13% dei voti validi e superando il candidato del centro-sinistra, il giornalista Ferruccio Sansa (figlio dell'ex sindaco di Genova Adriano), suo principale avversario, che ottiene il 38,90%.
Tra maggio e luglio 2021, Toti insieme al sindaco di Venezia Luigi Brugnaro fonda il partito Coraggio Italia, di cui diventerà vicepresidente vicario. Sempre durante la sua seconda presidenza, in occasione delle elezioni comunali del 2022, i sindaci civici di centro-destra di La Spezia e Genova, rispettivamente Pierluigi Peracchini e Marco Bucci, eletti per la prima volta nel 2017, vengono riconfermati per un secondo mandato al primo turno elettorale con il sostegno della Lista Toti.
Nel frattempo Toti lancia Italia al Centro che partecipa alle elezioni politiche del 2022 come cartello elettorale insieme a Noi con l'Italia, UdC e Coraggio Italia, eleggendo in quota IaC i deputati Ilaria Cavo e Pino Bicchielli. Il 17 ottobre 2023 Toti viene eletto presidente del consiglio nazionale di Noi Moderati composto da 150 membri.
Il 26 luglio 2024 Toti si dimette dal proprio incarico di Presidente della regione in seguito all'inchiesta per corruzione che lo ha coinvolto, comportando le dimissioni della Giunta e lo scioglimento del Consiglio, come previsto dall'art. 126 della Costituzione. Appena tornato in libertà, dichiara che non si ricandiderà alle regionali nemmeno come consigliere; il centro-destra candiderà quindi alla guida della giunta regionale il sindaco di Genova di centro-destra Marco Bucci, che verrà eletto sconfiggendo di misura il candidato del centro-sinistra, l'ex ministro Andrea Orlando (la città di Genova tornerà invece sotto la guida del centro-sinistra in occasione delle successive elezioni comunali, con la vittoria di Silvia Salis). Toti mantiene la carica di presidente del consiglio nazionale di Noi Moderati fino al luglio 2025, quando annuncia il suo addio alla politica attiva.

### Ritorno al giornalismo
Dopo il termine della sua esperienza politica, Toti torna a lavorare come giornalista, collaborando con Il Giornale. Ad ottobre dello stesso anno pubblica il suo primo libro, Confesso: ho governato. Dal ponte Morandi alla rinascita della Liguria: un modello contro l'ipocrisia politica, nel quale racconta la sua esperienza come governatore della regione Liguria. Nel marzo 2025 fonda Philia Associates, un’agenzia di comunicazione con sede a Milano.

## Vicende giudiziarie

### Corruzione e finanziamento illecito (patteggiamento)
Il 7 maggio 2024 Toti viene posto agli arresti domiciliari con le accuse di corruzione per l'esercizio della funzione e corruzione per atti contrari a doveri d'ufficio. L'inchiesta della Procura di Genova ha coinvolto anche Matteo Cozzani, capo di gabinetto del presidente, e vari imprenditori, fra cui Aldo Spinelli. Secondo la procura, in cambio di finanziamenti (in buona parte dichiarati e tracciati) al proprio comitato elettorale, Toti avrebbe promesso favori o agevolato pratiche pendenti negli uffici della regione.
Toti viene sospeso dalla carica di presidente della Liguria il giorno stesso; ai sensi dell’articolo 41 dello statuto della Regione Liguria, il vicepresidente (Alessandro Piana della Lega) "sostituisce il presidente in caso di impedimento temporaneo".
Il 10 maggio la Procura della Spezia apre un altro fascicolo per l'ampliamento da 70 milioni di euro del biodigestore del comune di Vezzano Ligure.
Il 14 giugno il GIP, Paola Faggioni, conferma gli arresti domiciliari per Toti e respinge l'istanza di revoca. Nel suo comunicato, la giudice ribadisce la necessità della misura cautelare a causa del rischio di reiterazione del reato, in vista delle prossime elezioni regionali, "per le quali aveva, peraltro, già iniziato la relativa raccolta di fondi". Toti, nel frattempo intenzionato a non ricandidarsi alle elezioni regionali, presenta ricorso al tribunale del riesame di Genova, che l'11 luglio respinge l'istanza di revoca degli arresti domiciliari.
Il 18 luglio 2024, la misura cautelare degli arresti domiciliari per Toti è estesa anche all'accusa di finanziamento illecito, visto il rischio di reiterazione del reato. La misura è relativa al possibile coinvolgimento diretto della catena Esselunga e dell'emittente televisiva Primocanale nella trasmissione degli spot pubblicitari per la Lista Toti nella campagna per le elezioni comunali a Genova del 2022.
Il 29 luglio, tre giorni dopo la comunicazione delle sue dimissioni da Presidente della Liguria, Toti ripresenta la richiesta di revoca degli arresti domiciliari. Il 30 luglio, la Procura di Genova fa richiesta alla GIP di giudizio immediato per Toti, per Aldo Spinelli e per l'ex presidente dell'Autorità portuale di Genova Paolo Emilio Signorini. Il 1º agosto la GIP accoglie la richiesta di revoca degli arresti domiciliari per Toti per entrambi i capi di imputazione, visto che "sono grandemente scemati i motivi della custodia con la chiusura delle indagini e con le dimissioni". Infine, il 5 agosto, la GIP accoglie ufficialmente la richiesta di giudizio immediato della Procura, fissando l'inizio del processo per Toti, Spinelli e Signorini per il 5 novembre dello stesso anno.
L’8 agosto, viene reso noto che Toti e Spinelli sono altresì indagati per un'altra ipotesi di reato per corruzione (iscritta originariamente il 24 aprile), in relazione a una cena elettorale tenutasi nell'aprile del 2024.
Il 13 settembre seguente, Toti patteggia le accuse di corruzione impropria e finanziamento illecito ai partiti, venendo sanzionato con una pena di due anni e un mese, commutata in 1500 ore di lavori socialmente utili e la confisca di 84 mila euro dal suo comitato elettorale; contestualmente, anche l'ex presidente del Porto di Genova, Paolo Signorini, si accorda con la procura con una pena di tre anni e cinque mesi.
Successivamente emergono altri finanziamenti illeciti che comportano una rimodulazione al rialzo della pena e il 18 dicembre dello stesso anno il GUP, Matteo Buffoni, ratifica il patteggiamento di Toti a 2 anni e 3 mesi, convertiti in 1.620 ore di lavori socialmente utili presso l'ufficio di comunicazione della sede di Genova della Lega Italiana per la Lotta ai Tumori. Inoltre, gli vengono confiscati 175.850 euro e viene dichiarato non candidabile a cariche pubbliche locali per almeno 3 anni, e per almeno 6 alla carica di parlamentare, come previsto dalla legge Severino. Nella stessa occasione viene reso noto che Signorini ha patteggiato una pena di 3 anni, 5 mesi e 28 giorni, mentre Spinelli ha patteggiato una condanna di 3 anni e 3 mesi.

### Truffa ai danni dello Stato
Il 10 marzo 2025 viene indagato, assieme all'assessore alla protezione civile della Regione Liguria Giacomo Giampedrone, per truffa ai danni dello Stato, relativa al periodo in cui Toti era presidente della Regione Liguria, riguardante un contratto di collaborazione e poi da dipendente della Regione di un gestore di uno stabilimento balneare ad Ameglia (La Spezia), il quale però non avrebbe mai svolto i compiti per cui era stato assunto. In cambio, secondo la procura di La Spezia, Toti e Giampedrone avrebbero potuto accedere allo stabilimento gratuitamente.

## Vita privata
È sposato dal 2003 con la giornalista Siria Magri, vice-direttrice di Videonews; la coppia non ha figli.

## Opere
- Confesso: ho governato. Dal ponte Morandi alla rinascita della Liguria: un modello contro l'ipocrisia politica, Piemme 2024, ISBN 978-88-566-9934-0.